# Mirosław Okoński
Mirosław Okoński (* 8. Dezember 1958 in Koszalin) ist ein ehemaliger polnischer Fußballspieler.

## Karriere
Mirosław Okoński begann seine Karriere in Polen. Er spielte zunächst von 1969 bis 1977 beim polnischen Zweitligisten Gwardia Koszalin und wechselte darauf in die Ekstraklasa, die erste polnische Liga, zu Lech Posen. 1980 wechselte er zum Erstligisten Legia Warschau, um von 1982 bis 1986 wiederum bei Lech Posen zu spielen. In seiner Zeit in Polen wurde er einmal Torschützenkönig und war zweimal der zweitbeste Torschütze der Liga. 1983 und 1984 gewann er mit Lech Posen die Meisterschaft. 1982 und 1984 gewann er außerdem den polnischen Pokal.
Nachdem Okoński den Spähern vom HSV als gefährlicher Stürmer von Lech Posen aufgefallen war, wechselte er 1986 für etwa 700.000 D-Mark zum Hamburger SV in die 1. Bundesliga. Zuvor weilte er im November 1985 zum Probetraining in Hamburg, eine Verpflichtung Anfang Dezember 1985 platzte jedoch zunächst. Anfang Januar 1986 erhielt er von Lech Posen doch die Freigabe zum Wechsel am Ende der Saison 1985/86, nachdem er sich öffentlich in einem Brief über die Entscheidung des Vereins beschwert hatte. Er bestritt für Hamburg in den folgenden zwei Spielzeiten 62 Bundesligaspiele und schoss 15 Tore. Zusammen mit der Mannschaft gewann er 1987 den DFB-Pokal, belegte den 2. Platz in der Bundesliga und stand im Spiel um den Supercup. Er galt in Hamburg als Publikumsliebling und wurde nach einer starken Saison 1986/87 als Glücksgriff eingestuft, in der er durch gute Ballbeherrschung und sehenswerte Tore auf sich aufmerksam gemacht hatte. Im Spieljahr 1987/88 ließen seine Leistungen nach, was Okoński auf die vertragliche Unsicherheit zurückführte, möglicherweise nach dem Auslaufen seines Auslandsvertrags nach Polen zurückkehren zu müssen und anschließend mit einem Reiseverbot belegt zu werden. Im Februar 1988 stand ein Wechsel im Raum, der 1. FC Köln meldete Interesse an. Gleichzeitig liefen aber auch Verhandlungen über eine Weiterverpflichtung durch den Hamburger SV, die der Verein mit der Zentralen Sportbehörde (COS) Polens führen musste. Mitte Februar 1988 sicherte sich der HSV das ausschließliche Transferrecht für Okoński, indem er mit der polnischen Behörde eine Zahlung von 800 000 D-Mark (die zum Teil in Sachwerten beglichen werden sollten) vereinbarte. Gleichbedeutend mit einer Vertragsverlängerung beim HSV war diese Einigung aber nicht. Letztlich erhielt Okoński im April 1988 von den Hamburgern einen neuen Zweijahresvertrag, am Saisonende 1987/88 steigerten sich seine Leistungen beim HSV wieder. Im Mai 1988 berichteten polnische Zeitungen, der HSV habe Okoński wegen der Ausländerbeschränkung zwingen wollen, deutscher Staatsbürger zu werden, was der HSV bestritt. Okoński lehnte einen Wechsel der Staatsbürgerschaft ab. Im Sommer 1988 entschied sich der HSV zur Trennung vom Polen, der nach Einschätzung des Hamburger Abendblatts zwei Jahre „den Fußball in Hamburg und in der Bundesliga“ geprägt hatte. Okoński, der mit dem damaligen Hamburger Trainer Willi Reimann nicht zurechtkam, stand vor einem Wechsel zu RSC Anderlecht, ging dann aber für eine Ablösesumme von einer Million D-Mark zu AEK Athen in die erste griechische Liga.
Für AEK absolvierte er 77 Ligaspiele und schoss 26 Tore. 1989 wurde er mit Athen griechischer Meister. In den folgenden Jahren belegte seine Mannschaft den zweiten bzw. dritten Platz. 1991 wechselte er zum Aufsteiger FC Korinthos. Für diesen Verein spielte er 18-mal in der ersten Liga und schoss vier Tore.
1992 ging er zurück nach Polen. Dort spielte er bei verschiedenen Vereinen. Zur Saison 1993/94 wechselte er aus Polen zu Raspo Elmshorn in die Verbandsliga Hamburg, wo man seine körperliche Verfassung anzweifelte, bevor er in seinem Heimatland seine Karriere ausklingen ließ.
In den letzten Jahren seiner Laufbahn hatte er immer wieder Probleme mit Alkohol und Glücksspiel. Sein gesamtes Vermögen verspielte er größtenteils in Kasinos. In Polen wurde Okoński nach wiederholtem Fahrens unter Alkoholeinfluss zu einer Gefängnisstrafe von fünfzehn Monaten ersatzweiser einer Geldstrafe von 7.000 Złoty verurteilt. Fans seines früheren Vereins aus Posen sammelten die Summe, sodass der Haftantritt ausblieb. Später eröffnete er eine Kneipe in Posen, die pleiteging. Zuletzt arbeitete er in seiner Heimatstadt Koszalin in Pommern als Verkäufer.
Okoński bestritt 29 Spiele für die polnische Nationalmannschaft, in denen er zwei Tore schoss.

## Erfolge
- 3× Polnischer Meister (1983, 1984, 1993)
- 4× Polnischer Pokalsieger (1980, 1981, 1982, 1984)
- 1× Torschützenkönig der Polnischen Liga (1983)
- 1× Polnischer Supercupsieger (1992)
- 1× Deutscher Pokalsieger (1987)
- 1× Griechischer Meister (1989)
- 1× Griechischer Supercupsieger (1989)
- 1× Griechischer Ligapokalsieger (1990)